# Frank Allgöwer

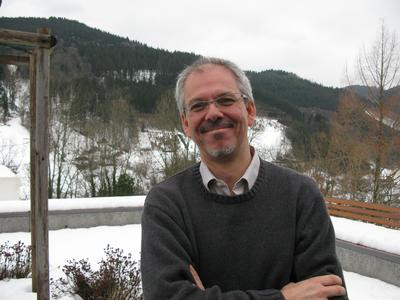
Frank Allgöwer (2009)

Frank Allgöwer (* 23. Mai 1962 in Heilbronn) ist ein deutscher Ingenieur und Wissenschaftler. 2004 wurde ihm der Gottfried-Wilhelm-Leibniz-Preis zuerkannt.

## Werdegang
Ab 1981 studierte Allgöwer Technische Kybernetik an der Universität Stuttgart. Mehrere Semester verbrachte er für ein Studium der angewandten Mathematik in Kalifornien, bevor er 1987 diplomierte. Ab 1988 arbeitete er als wissenschaftlicher Mitarbeiter in Stuttgart, zwischenzeitlich auch mehrfach in den USA. 1996 wurde er mit der Arbeit Näherungsweise Ein-/Ausgangs-Linearisierung nichtlinearer Systeme am Institut für Systemdynamik und Regelungstechnik bei Ernst Dieter Gilles  zum Dr.-Ing. promoviert und folgte einem Ruf als Assistenzprofessor an die ETH Zürich. Seit 1999 ist er Leiter des Instituts für Systemtheorie und Regelungstechnik (bis 2005  Institut für Systemtheorie technischer Prozesse), außerdem war er bis 2023 Studiendekan für Technische Kybernetik an der Universität Stuttgart. 2003 und 2004 war er zudem Gastprofessor in Santa Barbara, Kalifornien. Von 2012 bis 2020 war er Vizepräsident der Deutschen Forschungsgemeinschaft (DFG). Allgöwers Fachgebiete sind die Systemtheorie und die Regelungstechnik.
Frank Allgöwer ist verheiratet und hat zwei Kinder.

## Forschung
Forschungsschwerpunkte Allgöwers und seiner Mitarbeiter sind die Entwicklung von Methoden, komplexe Systeme, wie ein Energieversorgungsnetz oder Verkehrssystem, leichter zu analysieren. Mit der Methode der nichtlinearen, prädiktiven Regelung, die bereits Anwendung in der Industrie findet, können bessere Vorhersagen getroffen werden.